# Agonist parțial

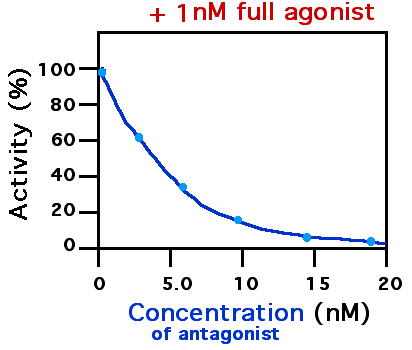
Reprezentare grafică a comparației dintre un agonist total și unul parțial

În farmacologie, un agonist parțial este un compus sau medicament care se leagă de un anumit receptor și îl activează, însă activitatea sa intrinsecă la nivelul receptorului respectiv este mai mică decât cea a unui agonist total, dând un efect submaximal. Agoniștii parțiali pot fi văzuți ca liganzi care prezintă efect dual, agonist și antagonist, astfel că în prezența unui agonist, un agonist parțial va acționa ca antagonist competitiv, concurând pentru ocuparea receptorilor cu agonistul și scăzând efectul maximal pe care acesta l-ar fi indus în condiții normale.